# Fényes szedermoly
A fényes szedermoly (Schreckensteinia festaliella) a valódi lepkék (Glossata) közé sorolt csillogó molyfélék (Schreckensteiniidae) családjának egyik, Magyarországon is élő faja.

## Elterjedése, élőhelye
Európai faj, de hazánkból csak szórványosan került elő.

## Megjelenése
Csillogó barna szárnyait az erek mentén sötétebb vonalak díszítik. Szárnyának fesztávolsága 10–13 mm.

## Életmódja
Évente két nemzedéke kel ki; a lepkék a lepkék első nemzedéke április–májusban, a második július–augusztusban rajzik. Hernyói évente kétszer, júniusban és szeptemberben a málna- és szederféléken (Rubus sp.) élnek. Kártételéről nem tudunk.

## Külső hivatkozások
- Mészáros Zoltán – Szabóky Csaba: A magyarországi molylepkék gyakorlati albuma. Budapest: Agroinform. 2005.  arch Hozzáférés: 2018. április 6. (PDF)